# Bandera de Queensland

Insígnia de Queensland.

La bandera de Queensland es basa en el pavelló blau britànic que carrega al vol una rodella blanca dins el qual hi ha la insígnia de l'estat. Aquesta està formada per una creu de Malta de color blau cel amb una corona de sant Eduard al centre. La bandera actual data de 1953, mentre que la primera bandera data de 1876. La insígnia va ser dissenyada per William Hemmant, secretari colonial i tresorer de Queensland, i adoptada oficialment el 29 de novembre de 1876.

## Colors
La bandera utilitza els mateixos colors que el pavelló blau britànic més l'afegit de la insígnia.
| Model de color | Blau marí  | Vermell     | Blanc         | Blau cel     | Groc         | Negre     | Verd        |
| -------------- | ---------- | ----------- | ------------- | ------------ | ------------ | --------- | ----------- |
| Pantone        | 280 C      | 185 C       | Blanc         | 298 C        | 123 C        | Black 6 C | 364 C       |
| RGB            | 1, 33, 105 | 228, 0, 43  | 255, 255, 255 | 65, 182, 230 | 255, 199, 44 | 0, 0, 0   | 74, 119, 41 |
| CMYK           | 99-69-0-59 | 0-100-81-11 | 0-0-0-0       | 72-21-0-10   | 0-22-83-0    | 0-0-0-100 | 38-0-66-53  |
| HTML           | #012169    | #E4002B     | #FFFFFF       | #41B6E6      | #FFC72C      | #000000   | #4A7729     |

## Banderes històriques

### Separation flag
Per marcar la creació de la nova colònia de Queensland el 1859 es va utilitzar aquesta bandera a les cerimònies oficials a Brisbane. Va ser substituïda per l'actual bandera de l'estat el 1876. Avui dia aquesta antiga bandera encara oneja a la històrica Newstead House, la llar del primer governador de Queensland.

Separation flag 1859.

### 1870-1876
La bandera de l'estat durant el període el 1870-1876 carregava un perfil de la reina Victòria dins un disc blau marí envoltat d'un anell blanc on hi havia el nom "QUEENSLAND" en daurat.

Queensland 1870-1876.
Insígnia.

### 1876-1901
La següent alteració es va produir el 1876, ja que la reproducció del perfil de la reina Victòria era massa difícil. La creu de Malta amb la Corona va ser la insígnia escollida entre quatre dissenys proposats per substituir l'anterior.

Insígnia escollida el 1876.
Proposta 1
Proposta 2
Proposta 3

### 1901-1953
L'última modificació oficial es va produir el 1901 amb la mort de la reina Victòria. com Victòria i Eduard VII havien triat diferents corones de coronació, les corones de la insígnia també havien de canviar. En aquest cas s'utilitza la corona Tudor. El mateix canvi es reprodueix a l'escut d'armes de l'estat.

Bandera de 1901-1953.
Bandera del governador (1901-1953)

## Altres banderes

Estendard del governador (1953-avui dia)